# Cornelius Castoriadis
Cornelius Castoriádis, em grego Κορνήλιος Καστοριάδης (Constantinopla, 11 de março de 1922 — Paris, 26 de dezembro de 1997), foi um filósofo, economista e psicanalista francês, de origem grega, defensor do conceito de autonomia política. É considerado um dos maiores expoentes da filosofia francesa do século XX.

## Carreira
Em 1949, fundou, com Claude Lefort, o grupo Socialismo ou barbárie, que deu origem à revista homônima, que circulou regularmente até 1965.
Autor de inúmeras obras de filosofia e, em especial, de filosofia política, Cornelius Castoriadis é considerado um filósofo da autonomia. Entre suas inúmeras obras destacam-se: Instituição Imaginária da Sociedade, Encruzilhadas do Labirinto, Socialismo ou Barbárie.
Seus escritos sobre autonomia e instituições sociais têm sido influentes nos círculos acadêmicos e ativistas.

## Principais publicações
Original francês
- Mai 68 : la brèche [The Breach], Fayard, 1968
- La Société bureaucratique [Bureaucratic Society]
- L'Expérience du mouvement ouvrier [The Experience of the Labor Movement]
- L'Institution imaginaire de la société [The Imaginary Institution of Society], Seuil, 1975
- Les Carrefours du labyrinthe [Crossroads in the Labyrinth], Volume I, 1978
- Le Contenu du socialisme [On the Content of Socialism], 1979pp. 90–154), and S. ou B. (January 1958; translated in PSW 2, pp. 155–192)
- Capitalisme moderne et révolution [Modern Capitalism and Revolution] in two volumes, 1979
- De l'écologie à l'autonomie [EA] [From Ecology to Autonomy] (avec Daniel Cohn-Bendit et le Public de Louvain-la-Neuve), 1981
- Devant la guerre [Facing the War], Volume I, 1981
- Domaines de l'homme [Domains of Man] (Les carrefours du labyrinthe II), 1986
- La Brèche: vingt ans après (réédition du livre de 1968 complété par de nouveaux textes) [The Breach: Twenty Years After], 1988
- Le Monde morcelé [World in Fragments] (Les carrefours du labyrinthe III), 1990
- La Montée de l'insignifiance [The Rising Tide of Insignificancy] (Les carrefours du labyrinthe IV), 1996
- Fait et à faire [Done and To Be Done] (Les carrefours du labyrinthe V), 1997

Publicações póstumas
- Η Αρχαία Ελληνική Δημοκρατία και η Σημασία της για μας Σήμερα [Ancient Greek Democracy and Its Importance for Us Today], Athens: Ypsilon, 1999
- Figures du pensable [Figures of the Thinkable] (Les carrefours du labyrinthe VI), 1999
- Sur Le Politique de Platon [Commentary on The Statesman of Plato], 1999
- Sujet et vérité dans le monde social-historique. La création humaine 1 [Subject and Truth in the Social-Historical World. Human Creation 1], 2002
- Ce qui fait la Grèce, 1. D'Homère à Héraclite. La création humaine 2 [What Makes Greece, 1. From Homer to Heraclitus. Human Creation 2], 2004
- Φιλοσοφία και επιστήμη. Ένας διάλογος με τον Γεώργιο Λ. Ευαγγελόπουλο [Philosophy and Science. A Discussion with Yorgos L. Evangelopoulos], Athens: Eurasia books, 2004, ISBN 960-8187-09-5
- Une Société à la dérive, entretiens et débats 1974–1997 [A Society Adrift], 2005
- Post-scriptum sur l'insignifiance : entretiens avec Daniel Mermet ; suivi de dialogue [Postscript on Insignificance], 2007
- Fenêtre sur le chaos [Window on the Chaos] (compiled by Enrique Escobar, Myrto Gondicas, and Pascal Vernay), Seuil, 2007, ISBN 978-2-02-090826-9
- Ce qui fait la Grèce, 2. La cité et les lois. La création humaine 3 [What Makes Greece, 2. The City and Laws. Human Creation 3], 2008
- L'Imaginaire comme tel [The Imaginary As Such], 2008
- Histoire et création : Textes philosophiques inédits, 1945–1967 [History and Creation: Unedited Philosophical Texts 1945–1967], 2009
- Ce qui fait la Grèce, 3. Thucydide, la force et le droit. La création humaine 4 [What Makes Greece, 3. Thucydides, Force and Right. Human Creation 4], 2011
- La Culture de l'égoïsme [The Culture of Egoism], Climats, 2012, ISBN 978-2-08-128463-0
- Écrits politiques 1945–1997 [Political Writings 1945–1997] 
  - La Question du mouvement ouvrier [The Question of Workers' Movement] (vols. 1 and 2), 2012
  - Quelle démocratie ? [What Democracy?] (vols. 3 and 4), 2013
  - La Société bureaucratique [The Bureaucratic Society] (vol. 5), 2015
  - Devant la guerre et autres écrits [Facing the War and Other Writings] (vol. 6), TBA[4]
  - Sur la dynamique du capitalisme et autres textes, suivi de l'impérialisme et la guerre [On the Dynamics of Capitalism and Other Texts Followed by Imperialism and War] (vol. 7), TBA[4]
- Dialogue sur l'histoire et l'imaginaire social [Dialogue on History and the Social Imaginary], 2016

Traduções selecionadas de obras de Castoriadis (em inglês)
- The Imaginary Institution of Society [IIS] (trans. Kathleen Blamey). MIT Press, Cambridge 1997 [1987]. 432 pp. ISBN 0-262-53155-0. (pb.)
- The Castoriadis Reader [CR] (ed./trans. David Ames Curtis). Blackwell Publisher, Oxford 1997. 470 pp. ISBN 1-55786-704-6. (pb.)
- World in Fragments: Writings on Politics, Society, Psychoanalysis, and the Imagination [WIF] (ed./trans. David Ames Curtis). Stanford University Press, Stanford, CA 1997. 507 pp. ISBN 0-8047-2763-5.
- Political and Social Writings [PSW 1]. Volume 1: 1946–1955. From the Critique of Bureaucracy to the Positive Content of Socialism (ed./trans. David Ames Curtis). University of Minnesota Press, Minneapolis 1988. 348 pp. ISBN 0-8166-1617-5.
- Political and Social Writings [PSW 2]. Volume 2: 1955–1960. From the Workers' Struggle Against Bureaucracy to Revolution in the Age of Modern Capitalism (ed./trans. David Ames Curtis). University of Minnesota Press, Minneapolis 1988. 363 pp. ISBN 0-8166-1619-1.
- Political and Social Writings [PSW 3]. Volume 3: 1961–1979. Recommencing the Revolution: From Socialism to the Autonomous Society (ed./trans. David Ames Curtis). University of Minnesota Press, Minneapolis 1992. 405 pp. ISBN 0-8166-2168-3.
- Modern Capitalism and Revolution [MCR] (trans. Maurice Brinton), London: Solidarity, 1965
- Philosophy, Politics, Autonomy. Essays in Political Philosophy [PPA] (ed. David Ames Curtis). Oxford University Press, New York/Oxford 1991. 306 pp. ISBN 0-19-506963-3.
- Crossroads in the Labyrinth [CL] (trans. M. H. Ryle/K. Soper). MIT Press, Cambridge, MA 1984. 345 pp.
- On Plato's Statesman [OPS] (trans. David Ames Curtis). Stanford University Press, Stanford, CA 2002. 227 pp.
- "The Crisis of Western Societies." TELOS 53 (Fall 1982). New York: Telos Press.
- Figures of the Thinkable [FT B] (trans. Helen Arnold). Stanford University Press, Stanford, CA 2007. 304 pp. (Also trans. anon. February 2005: <http://www.notbored.org/FTPK.pdf> [FT A].)
- A Society Adrift. Interviews and Debates, 1974–1997 [SA] (trans. Helen Arnold). Fordham University Press, New York 2010. 259 pp. (Also trans. anon. October 2010: A Society Adrift: More Interviews and Discussions on The Rising Tide of Insignificancy, Including Revolutionary Perspectives Today. Translated from the French and edited anonymously as a public service. <http://www.notbored.org/ASA.pdf>.)
- "The Dilapidation of the West: An Interview with Cornelius Castoriadis" (trans. David Ames Curtis), Thesis Eleven, May 1995, 41(1): 94–114.
- "Psychoanalysis and Politics", in: Sonu Shamdasani and Michael Münchow (eds.), Speculations After Freud: Psychoanalysis, Philosophy, and Culture, Routledge, 1994, pp. 1–12 (also in: World in Fragments, 1997, pp. 125–136)
- Postscript on Insignificance: Dialogues with Cornelius Castoriadis [PI B] (ed./trans. Gabriel Rockhill and John V. Garner). Continuum, London  2011. 160 pp. ISBN 978-1-4411-3960-3. (hb.) (Also trans. anon. March 2011: Postscript on Insignificancy, including More Interviews and Discussions on the Rising Tide of Insignificancy, followed by Five Dialogues, Four Portraits and Two Book Reviews [PI A]. Translated from the French and edited anonymously as a public service. <http://www.notbored.org/PSRTI.pdf>.)
- The Rising Tide of Insignificancy (The Big Sleep) [RTI]. 2003. <http://www.notbored.org/RTI.pdf>.
- Democracy and Relativism: A Debate [DR]. Translated from the French by John V. Garner. Rowman & Littlefield, 2019. ISBN 978-1786610959.
- Window on the Chaos, Including "How I Didn't Become a Musician" – Beta Version [WC]. 2015. <http://www.notbored.org/WoC.pdf>.